# Mickell Gladness
Mickell Jawaun Gladness (Birmingham, Alabama, 26 de julio de 1986) es un jugador de baloncesto estadounidense que actualmente se encuentra sin equipo. Con 2,11 metros de estatura, juega en la posición de pívot.

## Trayectoria deportiva

### Universidad
Tras pasar un año en el Lawson State Community College jugó durante tres temporadas con los Bulldogs de la Universidad de Alabama A&M, en las que promedió 7,3 puntos, 7,0 rebotes y 4,7 tapones por partido. En 2007 lideró el país en tapones, tras promediar 6,3 por partido, y el 26 de febrero de ese año logró el récord absoluto de tapones de la historia en un partido, al colocar 16 ante Texas Southern.
En sus dos últimas temporadas fue incluido en el mejor quinteto de la Southwestern Athletic Conference.

### Profesional
Tras no ser elegido en el Draft de la NBA de 2008, fichó por el Matrixx Magixx de la liga neerlandesa, donde jugó una temporada en la que promedió 2,8 puntos y 4,0 rebotes por partido. Regresó a su país para fichar por los Rio Grande Valley Vipers de la NBA D-League, donde en su primera temporada promedió 4,1 puntos y 3,1 rebotes por partido, logrando el campeonato de liga.
Al año siguiente fichó por los Miami Heat tras hacer con ellos la pretemporada, pero fue descartado antes del comienzo de la competición. Regresó a los Vipers, de donde pasó a los Dakota Wizards, donde acabó la temporada promediando 6,1 puntos y 5,6 rebotes por partido.
La temporada 2011-12 la comenzó en la liga de desarrollo, pero en el mes de diciembre firmó por diez días con los Heat, ampliando el contrato por diez días más, donde disputó un total de ocho partidos en los que tan solo anotó dos puntos. Tras no ser renovado, podo después fichó por los Golden State Warriors por diez días también. En el equipo californiano acabaría la temporada promediando 3,0 puntos y 2,6 rebotes por partido.
Al año siguiente fue asignado al filial de Golden State, los Santa Cruz Warriors, donde acabó la temporada promediando 6,3 puntos, 6,1 rebotes y 2,3 tapones por partido, siendo incluido en el tercer mejor quinteto defensivo de la NBA Development League.
En marzo de 2016 fichó por el San Lorenzo de Almagro argentino.
[actualizar]

## Estadísticas de su carrera en la NBA

### Temporada regular
| Año     | Equipo       | PJ | PT | MPP  | %TC  | %3P  | %TL  | RPP | APP | ROB | TPP | PPP |
| ------- | ------------ | -- | -- | ---- | ---- | ---- | ---- | --- | --- | --- | --- | --- |
| 2011-12 | Miami        | 8  | 0  | 3.5  | .333 | .000 | .000 | 1.4 | .3  | .1  | .1  | .3  |
| 2011-12 | Golden State | 18 | 7  | 12.4 | .429 | .000 | .500 | 2.6 | .2  | .2  | 1.1 | 3.0 |
| Total   | Total        | 26 | 7  | 9.7  | .424 | .000 | .500 | 2.2 | .2  | .2  | .8  | 2.2 |